# Antonio Dacosta
Antonio Dacosta Iglesias (Orense, España, 21 de octubre de 1958) es un exfutbolista español que se desempeñaba como defensa.

## Clubes
| Club                         | País   | Año       |
| ---------------------------- | ------ | --------- |
| Burgos C. F.                 | España | 1980-1982 |
| R. C. D. Mallorca            | España | 1982-1985 |
| R. C. Deportivo de La Coruña | España | 1985-1987 |